# Cadreita
Cadreita è un comune spagnolo di 1 962 abitanti situato nella comunità autonoma della Navarra.